# Onthophagus sinicus
Onthophagus sinicus är en skalbaggsart som beskrevs av Zhang och Wang 1997. Onthophagus sinicus ingår i släktet Onthophagus och familjen bladhorningar. Inga underarter finns listade i Catalogue of Life.